# Boutchintsi
Boutchintsi (en macédonien Бучинци) est un village du nord de la Macédoine du Nord, situé dans la municipalité d'Ilinden. Le village comptait 226 habitants en 2002.

## Démographie
Lors du recensement de 2002, le village comptait :
- Macédoniens : 225
- Autres : 1